# Dorfkirche Bornow
Koordinaten: 52° 10′ 18,3″ N, 14° 11′ 42,7″ O
Die evangelische Dorfkirche Bornow ist eine Saalkirche im Ortsteil Bornow der Stadt Beeskow des Landkreises Oder-Spree. Sie steht unter Denkmalschutz.

## Geschichte
Von 1889 bis 1890 wurde der Backsteinbau im neugotischen Stil errichtet. Der Bau wurde von der königlichen Regierung in Potsdam finanziert, dennoch leisteten die Bauern aus der Region Hand- und Spanndienste. Die Kirche ersetzte einen 1677 errichteten und baufällig gewordenen Fachwerkbau, in dem sich die noch erhaltene große Glocke von 1499 und eine kleine Glocke aus dem Jahr 1520 befanden. Der Kirchenneubau wurde 1887 von Kreisbauinspektor Domeier geplant. 1888 begann der Abriss des Altgebäudes. 1889 wurde der Grundstein des Neubaus gelegt und am 15. Januar 1891 der 1890 fertiggestellte Sakralbau geweiht. 1942 wurde die große Glocke während des Zweiten Weltkrieges zum Einschmelzen für Rüstungszwecke verbracht. Sie konnte anhand „der von Konfirmanden abgepasten Ornamente identifiziert und zurückgebracht werden“. Im Jahr 1948 kehrte sie unversehrt zurück und wurde im Turm montiert. 1994 erfolgte die Renovierung der Orgel und 1998 die Instandsetzung des Glockenstuhls.
Beidseitig des Eingangsportals stehen am 19. März 1922 geweihte Gedenksteine für die Gefallenen des Ersten Weltkrieges. Sie wurden vom Beeskower Bildhauer Max Schaefer nach Entwürfen und Modellen des Berliner Baurats Wagner geschaffen. Die rechteckigen Portalsteine aus Warthauer Sandstein mit schwach verjüngter Spitze sind etwa 2 m hoch und 60 cm breit. Im oberen Drittel sind sie mit kräftig ausgearbeiteten Ornamenten geschmückt.

## Architektur
Das rechteckige Kirchenschiff mit Satteldach hat an Nord- und Südseite drei spitzbogige Fenster mit untergesetzten Rundfenstern. An seiner Ostseite befindet sich eine pentagonale eingezogene Apsis mit spitzbogigen bunt-bleiverglasten Fenstern an drei Seiten. Im mehrgeschossigen, eingezogenen Westturm mit quadratischer Grundfläche hängen zwei Glocken, von denen die ältere aus dem Jahr 1499 datiert. Die zweite Glocke stammt aus dem Jahr 1520; beide vermutlich aus dem Vor-Vorgängerbau. Sie gelten damit als die ältesten Glocken der Region. An der Spitze des Turmes sind eine Kugel, ein Kreuz und ein Wetterhahn, der die Jahreszahl 1882 zeigt, angebracht.

## Ausstattung

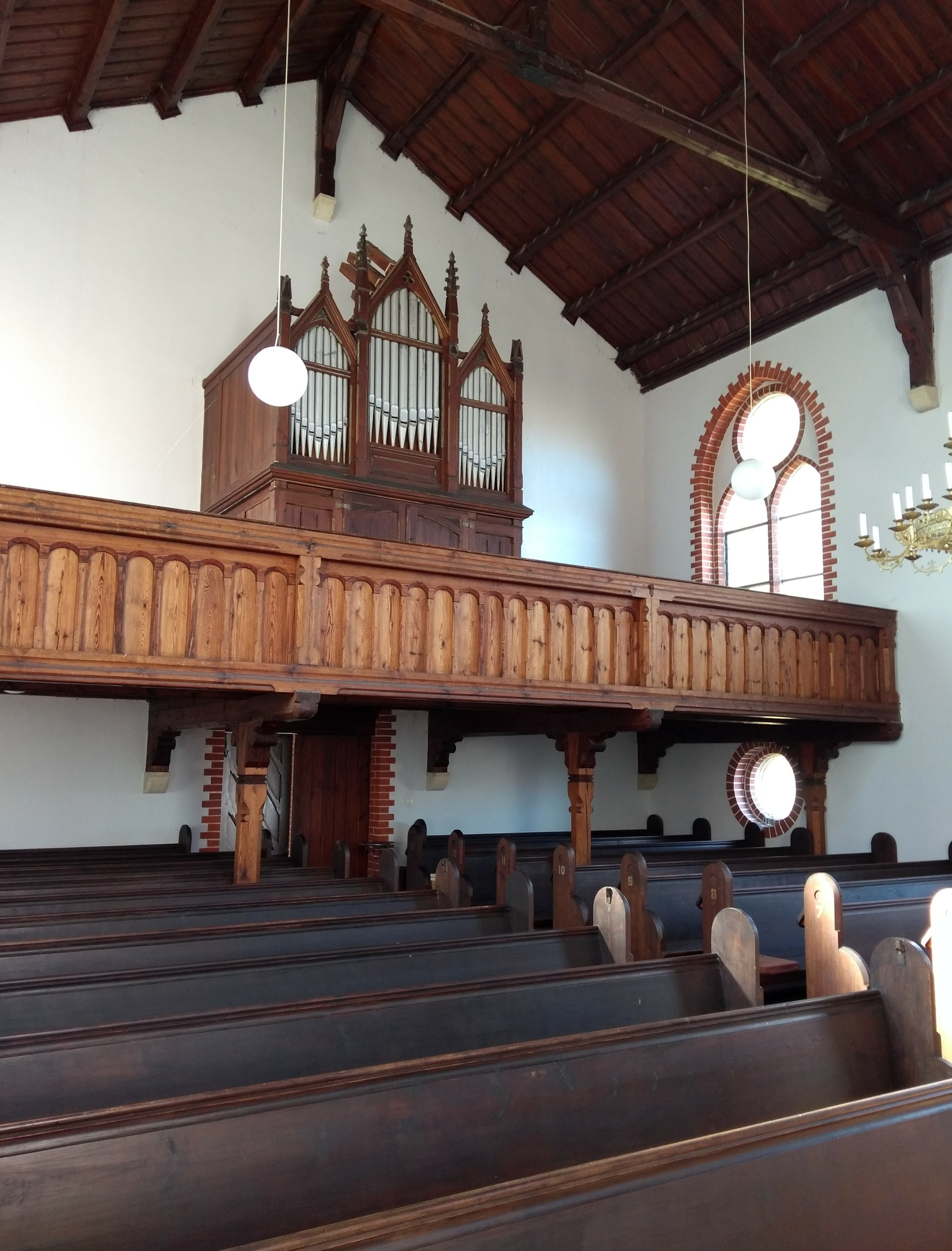
Westempore mit Orgel

Die Inneneinrichtung der Kirche rührt aus ihrer Bauzeit her. Der Altarraum liegt drei Stufen erhöht. Der Platte des steinernen Altars wird von vier Säulen getragen. Rechts, am Beginn des Apsisbogens, steht die hölzerne Kanzel mit polygonalem Kanzelkorb, der von einem Pfosten getragen wird. Eine runde steinerne Taufe steht vor der Kanzel. An der Westseite des Gebäudes befindet sich eine ungefasste hölzerne Empore, die von Pfosten getragen wird. Das Gotteshaus hat eine verbretterte Balkendecke.

### Orgel
Auf der Westempore steht die Bornower Orgel. Sie wurde 1890 vom Potsdamer Orgelbauer Carl Eduard Gesell geschaffen. Sie hat ein Manual, ein Pedal und zehn Register. Das gut erhaltene Schleifladeninstrument wird regelmäßig gespielt. Da die Prospektpfeifen 1917 zu Kriegszwecken abgegeben werden mussten, wurden sie später durch Zinkpfeifen ersetzt.
| I Hauptwerk C–f3 |                |        |  |
| 1.               | Octave         | 4′     |  |
| 2.               | Salicet        | 8′     |  |
| 3.               | Flauto amabile | 4′     |  |
| 4.               | Rauschquinte   | 2 fach |  |
| 5.               | Gedact         | 8′     |  |
| 6.               | Principal      | 8′     |  |

| Pedal C–d1 |             |     |  |
| 7.         | Violon      | 8′  |  |
| 8.         | Subbaß      | 16′ |  |
| 9.         | Pedalcoppel |     |  |
| 10.        | Calcant     |     |  |